# 아벨 가워
아벨 앤서니 제임스 가워(Abel Anthony James Gower, 1836년 7월 30일 - 1899년 1월 15일)는 영국의 외교관으로 막부 말기에 하코다테와 나가사키의 영사였고, 메이지 시대 초기에는 효고와 오사카에서 영사를 역임했다. 또한 아마추어 사진작가이기도 했다.

## 생애
1836년 7월 30일, 아벨 가워는 이탈리아의 리보르노에서 태어났다.
중국 외교관으로서 경험을 쌓은 뒤 1859년에 가워는 러더퍼드 올콕과 함께 일본으로 건너가 에도 도젠지(東禅寺) 영국 공사관에서 근무했다. 1861년 6월 1일부터 7월 4일에 걸쳐, 가워는 올콕과 함께 나가사키에서 에도까지 육로를 여행했다. 다른 동행자는 조지 모리슨, 찰스 워그먼, 네덜란드 총영사였던 드 위트였다. 에도 도착 다음날 제1차 도젠지 사건이 발생했지만, 가워는 난을 피했다. 1863년에는 조슈오걸의 출국을 도왔고, 그해 사쓰에이 전쟁에도 참여했다. 1864년에는 나가사키 영사 대리가 되었다.
1865년 말 당시의 영국 영사 프랜시스 바이스(Francis Howard Vyse)의 명령으로, 하코다테 주재 영국영사관 직원에 의한 아이누 인골 도굴 사건이 일어났다. 목적은 인류학 연구 자료를 확보하기 위한 것이었지만, 아이누들은 이것을 하코다테 봉행소(관청)에 호소했다. 하코다테 봉행 코이데 오즈미의 강경한 태도 때문에 영국 공사 해리 파크스는 바이스를 해임하고 가워를 하코다테 영사로 임명했다. 가워는 1866년 2월 22일에 부임하여 도굴한 영사관 직원을 처벌하고, 또한 아이누에 사과를 하고 용서를 빌었으며, 제 영혼을 위해 제사를 지내고, 은 1천량을 위자료로 피해를 입은 아이누 관계자에게 나눠주었다. 또 출소 비용으로 은전 424량을 지불하고 오토시베 촌에도 분대를 하여 일단 진정을 보았다. 그 후 영국으로 보내진 인골도 반환하여 사건은 해결되었다.
하코다테 영사를 지낸 이후, 1867년 나가사키의 영사를 역임했으며, 1873년에 효고, 오사카 영사가 되었고, 1876년에 퇴임했다.
오랫동안 가워 또는 월터 우드 베리(Walter B. Woodbury) 중 하나가 네그레티 & 잠브라 사(Negretti and Zambra)의 특파원으로 1857년부터 1860년에 걸쳐 중국과 일본의 화보 촬영을 진행했다고 알려져 왔지만, 현재는 그 인물은 피에르 로시에였음이 판명되고 있다. 라이덴 대학의 사진 컬렉션에 로시에의 서명이 있는 가워의 인물사진이 있다. 가워와 로시에는 1859년에 나가사키에서 에도까지 샘슨 호를 같이 타고 온 적이 있었다.
1899년 1월 15일 62세의 나이로 사망했다.
하코다테에 부임했을 때 형이자 광산기술자인 에라스무스 가워(Erasmus HM Gower)를 동반했다. 에라스무스는 막부에 고용되어 카야누마 탄광의 재개발을 한 적이 있다.

## 참고자료
- Bennett, Terry. Bennett, Terry. 'The Search for Rossier: Early Photographer of China and Japan'. Accessed 12 September 2006; cited above as "Bennett". Originally appeared in The PhotoHistorian-Journal of the Historical Group of the Royal Photographic Society, December 2004.
- 宮崎十三八、安岡昭男著 「막부 말기 유신인명사전」 新人物往来社（1994年）。ISBN: 978-4404020635
- Nagasaki Foreign Settlement Research Group. "British Consulate보관됨 2011-05-14 - 웨이백 머신." People, places and scenes from the Nagasaki foreign settlement, 1859–1941.
- 디지털 야쿠모 정사 아이누 인골 도굴 사건